# Юрій Андрійович
Юрій Андрійович (між 1160 і 1165 — бл. 1190) — руський князь з роду Рюриковичів; князь новгородський (1172—1175), грузинський цар, співправитель цариці Тамари Великої (бл. 1185—1187, 1189/1190). Син великого князя володимиро-заліського Андрія Боголюбського.

## Біографія

### На Русі
Згідно літописів, у 1172 році Андрій Боголюбський, на прохання місцевих жителів, послав малолітнього Юрія княжити у Новгород. У 1173 році на чолі війська новгородців та ростовців Юрій Андрійович, номінально, брав участь у поході на Київ, організованому його батьком, проти Ростиславичів. Союзні війська взяли в облогу місто Вишгород у якому оборонявся київський князь Мстислав Ростиславич. Через кілька тижнів сили суздальців дізнались про те, що до них підходить велике галицько-волинське військо, очолюване Ярославом Ізяславичем, і почали хаотично відступати. В цей час Мстислав Ростиславич здійснив раптову вилазку що призвело до розгрому союзного війська, чимало з воїнів також потонули в Дніпрі під час втечі.
У 1174 році батько Юрія, Андрій Боголюбський був убитий боярами. Наступного, 1175 року новгородці вигнали Юрія та посадили на його місце Святослава Мстиславича. Юрій вернувся на суздальщину, де якраз розгорялась міжусобна війна між спадкоємцями його діда, Юрія Долгорукого, і був невдовзі вигнаний своїм дядьком, Всеволодом. Притулок Юрій знайшов ймовірно в Аланії, або в половецькій землі.

### Грузинський цар
У 1185 році після смерті Грузинського царя Георгія III на престол зійшла його молода дочка Тамара. За вплив при її дворі боролися дві партії: еміра Тбілісі Абуласана та братів еріставів Захарія та Івана Мхарадзелі, яких підтримувала тітка Тамари — Русудан, ймовірно вдова Ізяслава Мстиславича. Перемогла партія еміра Абуласана, який влаштував шлюб Тамари з Юрієм.
Вже наприкінці 1185 року відбулось пишне весілля, а Юрій став більше відомий як «Георгій Руський». На чолі грузинського війська Георгій здійснив два успішних походи — проти земель Карса та на схід проти «парфян». Також Георгій і Тамара зустрічались з ширваншахом.
Та невдовзі стосунки між подружжям зіпсувались. Грузинські літописи звинувачували Георгія у пянстві, гомосексуальності та зоофілії. У 1188 році Тамара розірвала шлюб і Георгія на кораблі з численними скарбами відправили у Константинополь.

### Після вигнання
Через кілька років після вигнання Георгій прибув в Карну-Калак, де до нього приєдналось чимало видних грузинських вельмож. Прихильники Юрія зайняли Кутаїсі, і він був коронований грузинським царем. В цей час брати Мхарадзелі та Русудан влаштували другий шлюб Тамари з аланським князем Давидом Сослані, родичем дружини Всеволода Велике Гніздо. Невдовзі у битві на Ніальській рівнині війська союзників Георгія були розбиті вірними Тамарі силами на чолі з братами Мхарадзелі. Юрій Андрійович потрапив у полон але невдовзі був звільнений.
Однак Юрій не полишив спроб повернутись на грузинський престол. Він одружився з половецькою княжною та ввійшов у союзні стосунки з атабеком Азербайджана, Абу-Бекром. Останній виділив Юрію землі в Аррані, звідки він у 1193 році вторгся у Кахетію проте був розбитий. Юрію вдалось втекти, подальші відомості про нього у джерелах відсутні, ймовірно невдовзі він помер.